# IC 2173
IC 2173 — галактика типу * (зірка) у сузір'ї Близнята.
Цей об'єкт міститься в оригінальній редакції індексного каталогу.